# Рязанов, Александр Михайлович
Александр Михайлович Рязанов (Род. 16 мая 1958, Большие Вязёмы, Московская область) — историк, краевед, музейный работник, общественный деятель.

## Биография
Окончил Московский историко-архивный институт (1983).
Работал в Центральном государственном архиве РСФСР,сотрудничал с Одинцовским городским бюро путешествий и экскурсий.
Один из создателей Историко-литературного государственного музея-заповедника А. С. Пушкина в апреле 1987 года, главный хранитель музея, директор Государственного историко-литературного музея-заповедника А. С. Пушкина.
Заместитель Председателя Ревизионной комиссии Союза музеев России, член Президиума Российского Комитета Международного Совета музеев (ИКОМ России), член Правления Ассоциации литературных музеев России. Избирался депутатом Большевязёмского Совета депутатов Одинцовского района Московской области, членом Общественной палаты Московской области. . Один из авторов символики Больших Вязём — герба и флага.

## Награды и звания
Заслуженный работник культуры Московской области

Заслуженный работник культуры Российской Федерации (2008)